# Alcedo (género)
Alcedo es un género de aves coraciiformes de la familia Alcedinidae que incluye numerosas especies de martines pescadores del Viejo Mundo, entre las que se encuentra el martín pescador común, Alcedo atthis.

## Especies
Según Clements contiene 15 especies:
- Alcedo hercules - martín pescador hércules
- Alcedo atthis - martín pescador común
- Alcedo semitorquata - martín pescador cobalto
- Alcedo quadribrachys - martín pescador brillante
- Alcedo meninting - martín pescador meninting
- Alcedo azurea - martín pescador azur
- Alcedo websteri - martín pescador de las Bismarck
- Alcedo euryzona - martín pescador bandeado
- Alcedo cyanopecta - martín pescador pechiazul
- Alcedo argentata - martín pescador plateado
- Alcedo cristata - martín pescador malaquita
- Alcedo vintsioides - martín pescador malgache
- Alcedo leucogaster - martín pescador ventriblanco
- Alcedo coerulescens - martín pescador azulado
- Alcedo pusilla - martín pescador menudo

Otros autores añaden dos especies más, consideradas por otros como subespecies de Alcedo cristata:
- Alcedo nais - martín pescador de Príncipe
- Alcedo thomensis - martín pescador de Santo Tomé